# Fulda
Pour les articles homonymes, voir Fulda (homonymie).
Fulda (Fulde en français) est une ville allemande du land de Hesse, située au bord de la rivière Fulda entre Rhön et Vogelsberg. Elle comptait 68 462 habitants au 31 décembre 2021. L’abbaye bénédictine (fondée en 744) et sa célèbre bibliothèque de manuscrits en ont fait un centre important de la renaissance du savoir à l'époque carolingienne. 
La ville est restée profondément marquée par son passé religieux. Gardienne du tombeau de saint Boniface, l’« apôtre de l'Allemagne », Fulda a conservé un noyau baroque de palais, de clochers, de portes et balustrades monumentales. Ses nombreux parcs invitent à la promenade.

## Histoire
| Appartenances historiques Principauté abbatiale de Fulda 1220–1752 Principauté épiscopale de Fulda 1752–1803 Principauté de Nassau-Orange-Fulde 1803–1807 Royaume de Westphalie 1807–1810 Grand-duché de Francfort 1810-1813 Électorat de Hesse 1815–1866 Royaume de Prusse (Province de Hesse-Nassau) 1866–1918 République de Weimar 1918–1933 Reich allemand 1933–1945 Allemagne occupée 1945–1949 Allemagne 1949–présent |

### Les pères fondateurs
La ville prend naissance autour du monastère fondé par saint Boniface de Mayence dans une boucle de la Fulda, en 744 : dès l'été 742, saint Boniface avait chargé le moine Sturmius de rechercher un certain emplacement pour y établir une confrérie. Sturmius, parti de ses quartiers d'Hersfeld, remonta le cours de la Fulda et trouva l'endroit que lui avait indiqué l'archevêque. Saint Boniface avait sans doute entendu parler du gué d'un fief mérovingien tombé en déshérence le long de la rivière. La Vita Sturmi évoque la terre d' Eichloha, qui désignait sans doute une décurie ou une centurie du vieux pays du Grabfeldgau, autrement dit de la province de Hesse historique. Sturmius et ses compagnons venus d'Hersfeld commencèrent la construction du monastère le 12 mars 744 ; le toponyme de Fulda apparaît à cette époque. Boniface fit de Sturmius le premier abbé du monastère et lui demanda d'y instituer la règle de saint Benoît.
En 747, Carloman fit don à Boniface de toutes les terres autour du monastère, dans un rayon de quatre milles. En 751, le moine Lullus fut chargé par Boniface de se rendre à Rome, afin de faire ratifier par le pape Zacharie un certain nombre d'accords passés précédemment. Il s'agissait, par la même occasion, de mettre le monastère sous la protection du Saint-Siège. Le 4 novembre 751, le pape décréta que le monastère ne dépendait plus d'aucun évêché. La signification de cette décision d'exemption est controversée : signifiait-elle pour autant que le monastère dépendrait désormais directement du Saint-Siège ? Toujours est-il que l'autonomie ainsi conférée au monastère permit d'accroître le rayonnement de cet établissement et des couvents auxquels il donna naissance, jusqu'à l'érection finale de Fulda en évêché.
La dépouille de saint Boniface, assassiné le 5 juin 754 à Dokkum, fut transportée à Mayence. De ce moment datent les premières tensions entre le monastère et l'archevêché de Mayence : car Sturmius fit lui-même le voyage avec quelques moines jusqu'à Mayence pour représenter aux abbés que les dernières volontés du défunt étaient qu'il repose dans son monastère de Fulda, ce que les Mayençais ne purent nier. C'est ainsi que les cendres de Boniface furent rapportées à Fulda, et inhumées sous le maître-autel de la basilique Saint-Sauveur.

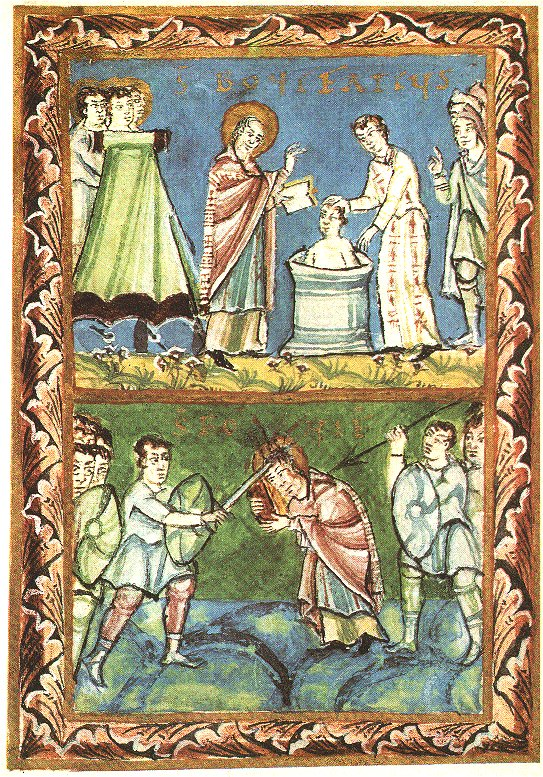
Scènes édifiantes de la vie de saint Boniface : son baptême au milieu des bruyères, et sa mort en martyr (Sacramentaire de Fulda, XIe siècle).

À la nouvelle du martyre de saint Boniface en Francie, le monastère devint un lieu de pèlerinage. Sturmius sut exploiter l'émotion suscitée par les événements : il organisa le culte de l'archevêque défunt autour de sa tombe à Fulda, ce qui valut au monastère de nouvelles donations en terres. L'expansion du sanctuaire se repère entre autres au changement précoce de patronage du monastère, qui, de « monasterium sancti Salvatoris » devient dès 761 « monasterium sancti Bonifatii ».
Lull, successeur de Boniface à l'archevêché de Mayence, entreprit dès 754 d'étendre les limites de son diocèse. Il rallia les évêchés d'Erfurt et de Büraburg à sa tutelle, mais ne parvint pas à annexer le monastère qu'avait fondé son prédécesseur : il était en fait gêné par le privilège papal, qu'il avait contribué à obtenir trois ans auparavant ! Il parvint cependant, avec l'appui de quelques moines de Fulda, à discréditer l'abbé Sturmius auprès de Pépin le Bref. Le roi franc bannit Sturmius en 763, il le relégua à l'abbaye de Jumièges, et le statut d'exception du monastère de Fulda fut temporairement aboli. Lullus plaça son homme-lige Markus à la tête du monastère, mais les deux hommes se heurtèrent à une telle opposition devant le synode qu'ils durent concéder une élection du nouvel abbé. C'est un proche de Sturmius, Prezzold, qui prit la tête de la congrégation, jusqu'au retour en grâce de Sturmius en 765. Non seulement le privilège du pape Zacharie fut restitué mais le monastère fut dès lors placé sous la protection du roi des Francs, devenant par là-même un monastère royal. Lullus, pour ne pas être en reste, modela son propre monastère, celui d'Hersfeld, sur celui de Fulda, donnant naissance à la congrégation de Trutzfulda.
Si la protection royale assujettit tant soit peu le monastère, elle lui rapporta de nouvelles gratifications : parmi les plus considérables, citons la donation de la terre royale d'Umstadt par Pépin le bref en 766, et l'octroi royal d'Hammelburg par Charlemagne en 777. Ce dernier souverain accorda en outre au monastère un privilège d'immunité (774) qui consacrait le principe de libre élection de l'abbé par la congrégation.

### Au cœur de la Renaissance carolingienne

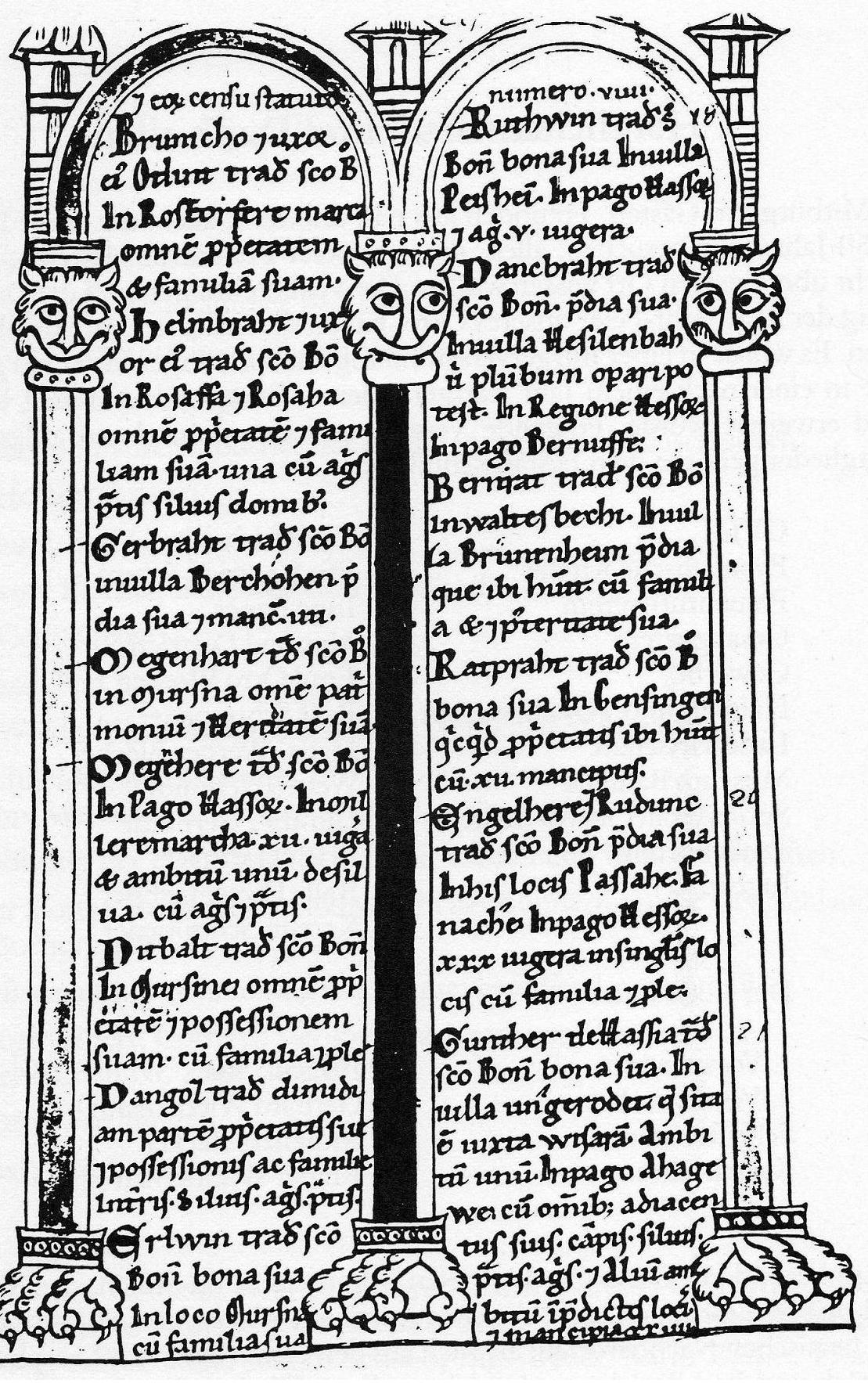
Une donation à l'abbaye datée de 802.

La campagne de Charlemagne en Saxe en 772 fut suivie de nombreuses déprédations par les tribus saxonnes. Le couvent de Fritzlar fut pillé en 773 et en 778 le monastère de Fulda était sérieusement menacé. Les moines évacuèrent les lieux et prirent la route du sud en emportant la dépouille de Boniface. À la fin des hostilités, le monastère devint entre 775 et 777 le centre d'évangélisation de toute la Saxe. Missionnés par l'abbé Sturmius, prêtres et clercs remontèrent le cours de la Weser et de la Leine. Les principaux îlots de résistance furent Hameln et Brunshausen-bei-Gandersheim, où l'abbaye maintint deux couvents de religieuses, consacrés à Boniface de Mayence, jusqu'au Xe siècle. Témoignage supplémentaire du rayonnement de l'abbaye de Fulda dans cette contrée, c'est un moine de la congrégation, Erkanbert, qui fut le premier évêque de Minden. Sturmius participait à la dernière campagne saxonne de Charlemagne (779) qui se termina par la destruction d'Irminsul à Eresburg, lorsqu'il tomba gravement malade. Il reprit la route de Fulda et, dans son discours d'adieu, il exhorta ses frères à rester fidèles à leur serment, « in proposito vestro perseverate ». Il expira le 17 décembre 779, et fut inhumé dans la chapelle de l'abbaye qu'il avait lui-même fait édifier.
Le successeur de Sturmius fut Baugulf, le frère d'Erkanbert, évêque de Minden : ainsi Baugulf avait accès à la cour et à Charlemagne, qu'il put accueillir au monastère en 782. Dans son discours d'introduction intitulé « Epistola de litteris colendis », il exhortait les moines à se consacrer aux lettres. Telle est l'origine de l'école de Fulda, qui dès 798 pouvait envoyer ses disciples les plus prometteurs, Raban Maur et Hatton, étudier auprès d'Alcuin à l'abbaye Saint-Martin de Tours.
Baugulf entreprit de nouvelles constructions autour du cloître en 791, et notamment une nouvelle chapelle, la basilique Ratgar, consacrée à un ancien abbé. L'abbaye s'accrut rapidement de nouveaux domaines octroyés par Charlemagne. On dénombre dès 781 sur une nomenclature 364 moines, mobilisés pour l'essentiel à travers les domaines et églises dépendant du monastère. Mais cette croissance trop brutale, ajoutée aux demandes incessantes du pouvoir royal et à la fièvre constructive de Baugulf devaient mener à une opposition frontale entre la congrégation et son abbé. Malgré des partisans prestigieux (tels Alcuin), Baugulf ne parvenait plus à éviter la formation de factions au sein de la congrégation. Confronté au risque d'une scission, il préféra démissionner en 802 et se retira au couvent de Wolfsmünster-bei-Hammelburg, où il mourut en 815.

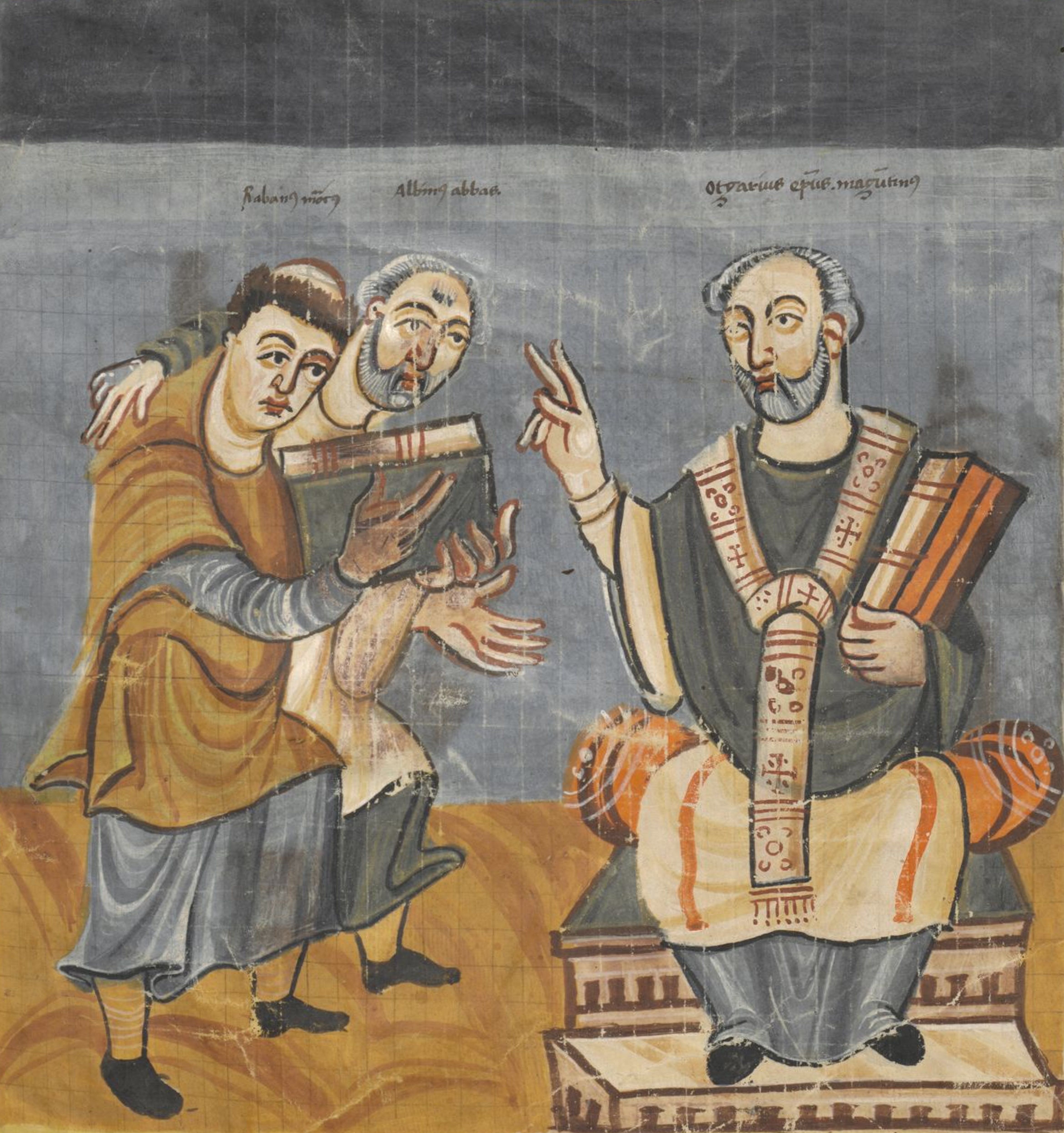
Raban Maur (à gauche), soutenu par Alcuin (au centre), présente son œuvre à l'archevêque Otgar de Mayence (à droite). Enluminure tirée d'un manuscrit carolingien.

Le chantier de la basilique Ratgar s'activa sans interruption entre 791 et 819, donnant le jour au plus grand édifice religieux du nord des Alpes.
Sous la direction énergique de Raban Maur (822-842), la congrégation, avec un effectif d'environ 600 moines, s'imposa comme le centre scientifique de l'Occident chrétien. La bibliothèque, fondée par Raban Maur et le directeur de l'école, Rodolphe de Fulda, comprenait environ 2 000 manuscrits. Au gré de nouvelles donations, elle acquit un rayonnement inégalé auprès des savants de toute l'Europe.
Par donation de nobles francs, l'abbaye obtint de nouvelles terres jusque dans la vallée du Main.
À partir de 968, il fut décidé que le primat d'Allemagne serait un bénédictin. C'est vers cette époque que les premiers paysans et artisans s'établirent autour du monastère. L'abbaye et la congrégation obtinrent en 1019 de l'empereur Henri II le droit de battre monnaie, le droit de foire et le droit d'octroi ; Fulda est mentionnée pour la première fois comme « ville » (Civitas) en 1114.

### Les Sacramentaires de Fulda
Le groupe des cinq sacramentaires réalisés pour Fulda à la fin du Xe siècle et au début du XIe siècle a été réalisé à partir de sources carolingiennes, liturgiques et iconographiques.
Le Sacramentaire grégorien est un manuscrit du Xe siècle conservé à la Bibliothèque apostolique vaticane à Rome. Ce manuscrit enluminé rédigé par un auteur italien au Xe siècle, probablement à Ratisbonne, comporte un calendrier à  l'usage de Fulda et des formulaires de messes à l'usage du diocèse de Ratisbonne.
Un autre des sacramentaires a été réalisé au monastère bénédictin de Corvey, fondé par Louis le Pieux en 822 à Höxter. Il est conservé aujourd'hui à la Bayerische Staatsbibliothek de Munich.
D'autres ont été exécutés du temps de Charles le Chauve au scriptorium de Saint-Amand.

### Les seigneurs-abbés
Par la suite, la bourgeoisie n'eut de cesse de s'affranchir de l'autorité des abbés successifs. Sous le principat de l'abbé Markward Ier (1150 - 1165), des particuliers n'hésitèrent plus à citer en justice l'abbaye, mettant en cause l'authenticité de plusieurs actes de donation. Lors de procès, il apparut que l'inventaire abbatial, dit Codex Eberhardi, avait « interprété » un certain nombre d'actes de façon abusive. La confiscation graduelle des biens du monastère conduisit à sa décadence économique au XIIe siècle.
En 1235 une rumeur accuse les juifs de meurtres rituels et les habitants de Fulda attaquent la communauté juive en massacrant 34 hommes et femmes.
L'abbaye fut érigée en seigneurie par l'empereur Frédéric II en 1220. Le seigneur-abbé Henri V von Diez-Weilnau (1288 - 1313) fit construire une abbaye fortifiée entre 1294 et 1312, où il pourrait résider en marge du monastère. Ce château fort fut transformé en château de style Renaissance au XVIIe siècle par le seigneur-abbé Johann Friedrich von Schwalbach.
Peu avant 1320, les bourgeois de Fulda, avec l'appui du comte Johann von Ziegenhainn, haut-bailli des deux châteaux, se soulevèrent contre le nouvel abbé, lequel entendait faire construire un second château fort à l'intérieur de la ville. Ils détruisirent le donjon et abattirent la muraille d'enceinte. À la suite de la plainte de l'abbé en fuite auprès de l'empereur Louis IV, la ville et le comte de Ziegenhainn furent mis au ban de l'Empire.
Pour lever la condamnation, l’archevêque de Trèves Baudouin intercéda auprès de l'empereur en 1331, proposant la reconstruction du donjon et des murs d'enceinte du nouveau château aux frais de la ville, ainsi qu'un dédommagement conséquent. Les meneurs de l'insurrection furent exécutés.
Louis IV octroya en 1356 au seigneur de Fulda le titre d' « archichancelier de l'impératrice ». Mais déjà la région de Fulda, le monastère et la ville étaient à l'intersection des sphères d'influence de deux puissants voisins, le prince-archevêque de Mayence et le landgrave de Hesse. Le règne de l'abbé Reinhard von Weilnau (1449 - 1476) marque la fin de l'abbaye de Fulda en tant qu'entité politique et territoriale.

### De la Réforme auKulturkampf
Si le règne de l'abbé et de Johannes II von Henneberg (1477-1513) fut une période de calme, celui de Hartmann II von Kirchberg (1513-1529), détesté pour ses dépenses inconsidérées, fut des plus agités. C'est vers 1523 que les premières manifestations de la Réforme agitèrent le domaine abbatial. Vers la fin de la guerre des paysans, à la Pâques de 1525, les paysans se liguent avec les bourgeois de Fulda contre leur seigneur ; le château et tous les monastères furent pillés. Le landgrave de Hesse Philippe Ier de Hesse vint à la rescousse le 3 mai 1525 avec une puissante armée, contraignant les mutins à la reddition avec une brève résistance. La ville, incendiée, dut en outre supporter les réparations de guerre.
Balthasar von Dernbach, abbé de Fulda à partir de 1570, appelait de ses vœux une régénération morale de l'évêché : il fit appeler les Jésuites en 1571, lesquels fondèrent d'abord un lycée (1572) puis un collège catholique (1584). La situation dégénéra en conflit ouvert avec la noblesse locale, convertie au calvinisme, de sorte qu'il s'ensuivit l'instauration de la Contre-Réforme en 1602.
La guerre de Trente Ans (1618 - 1648) affecta de larges portions du Saint-Empire, et Fulda y paya un lourd tribut. Le duc Christian de Brunswick-Wolfenbüttel pilla puis incendia le château abbatial en 1622, inaugurant toute une série de déprédations à travers la région. Ainsi le monastère lui-même fut pillé par l'armée hessoise en 1631, faisant disparaître à jamais des milliers de précieux manuscrits d'époque carolingienne. Guillaume V de Hesse-Cassel gouverna l'abbaye de 1632 à 1634 en tant que prince-électeur de Buchen. Finalement la seigneurie fut restituée en 1635 par la paix de Prague. Il revint au nouvel abbé, Joachim von Gravenegg (1644 - 1671) de relever les ruines causées par la guerre.
L'abbé Albert von Schleifras chargea en 1700 l'architecte Johann Dientzenhofer de reconstruire une cathédrale à l'emplacement de la basilique carolingienne de Ratgar, détruite, et de transformer l'ancien château fort en une résidence d'agrément de style baroque.
L'université de Fulda, fondée en 1734, fut active jusqu'en 1805. Cette institution, modelée par l'abbé Adolph von Dalberg sur le collège jésuite, s'enorgueillissait de quatre facultés : théologie, philosophie, médecine et droit. Les corps de bâtiment, construits dans le style baroque entre 1731 et 1734, sont l'œuvre de l'architecte Andrea Gallasini et abritent aujourd'hui l'école professionnelle Adolf-von-Dalberg.
L'abbaye de Fulda fut élevée au rang d'évêché par le pape Benoît XIV le 5 octobre 1752.
En 1801, l'abbaye de Fulda fut attribuée, avec celle de Corvey, au stadhouder de Hollande Guillaume V d'Orange-Nassau en dédommagement de l'invasion de la Hollande par les Français en 1795 ; mais lors de la Diète d'empire de 1802, l'évêché fut dissous avec tous ses monastères. Le séminaire emménagea l'année suivante dans les pièces conventuelles du vieux monastère bénédictin. En 1806, Napoléon Ier donna la province de Fulda au royaume de Westphalie (sur lequel régnait son frère Jérôme Bonaparte), avant de la rattacher en 1810 au grand-duché de Francfort. Lors du congrès de Vienne (1815), et après une année d'administration prussienne, elle fut rattachée au grand-duché de Hesse. Puis à l'issue de la guerre austro-prussienne, Fulda, la Hesse-Cassel et la Hesse-Hombourg furent intégrées au royaume de Prusse (1866) et à l'Empire allemand (1871).
À partir de 1867 la conférence épiscopale allemande est définitivement établie à Fulda.
L'évêché de Fulda subsistait alors non seulement en droit, mais même en fait. Le prince-évêque Albert d'Herstal avait gouverné jusqu'en 1814 en tant que père supérieur. À sa mort, l'évêché fut administré par un chanoine jusqu'à ce que les bulles Provida solersque (1821) et Ad dominici gregis custodiam (1827) sanctionnent la mutation du diocèse en tant qu'évêché de Hesse. La chaire épiscopale resta seulement vacante au cours du Kulturkampf (de 1873 à 1881).
En 1918, la princesse de Hesse-Cassel-Rumpenheim née Anne de Prusse (1836-1918), tante du Kaiser, convertie au Catholicisme, au cours d'une cérémonie funèbre rassemblant les souverains Allemands ou neutres est inhumée au pied de l'autel de la Basilique.

### Sous le Troisième Reich
En 1932, la conférence épiscopale interdit aux catholiques d'adhérer au NSDAP.
Le parti nazi, le NSDAP, obtint à Fulda environ 25 % des voix lors des élections législatives de 1933. Il était en minorité aux élections municipales. Au cours de la « reprise en main » qui suivit l'accession de Hitler au pouvoir, l'imprimerie Fuldaer Actiendruckerei fut détruite, puis ce fut le tour du vieux cimetière juif et de la synagogue (dans la rue traditionnelle Judengasse) lors de la Nuit de Cristal du 9 novembre 1938. Les Franciscains furent expulsés du monastère Frauenberg au début de l'année 1940.
Au long de la guerre, Fulda fut la cible de plusieurs bombardements : ceux des 11 et 12 septembre 1944, et du 27 décembre 1944 furent les plus meurtriers ; la ville, détruite à 30 %, compta plus de 1 500 morts. Si les routes et les usines furent bien mises hors d'état, ce fut au prix de la destruction de nombreux édifices anciens.

### Depuis 1945
La ville de Fulda, qui avait le statut de ville autonome (« kreisfreie Stadt ») depuis 1927, s'est redéployée depuis 1945 en une agglomération industrielle moderne. Lors de la régionalisation de 1972, 24 communes avoisinantes furent regroupées au sein de la communauté urbaine. Fulda a perdu son statut autonome en 1974, mais elle dispose depuis 1980 d'un statut fonctionnel particulier.
L'Université de sciences appliquées de Fulda, fondée en 1974, compte 4 500 étudiants. Le nom international est Hochschule Fulda - University of Applied Sciences.
Pendant la guerre froide, Fulda était pressenti comme un objectif privilégié des Soviétiques en cas de conflit, car le relief de plaine entre la frontière de la RDA et Fulda est tout à fait propice à une attaque de blindés. Le corridor entre la frontière et la ville était désigné par les stratèges américains comme la « Trouée de Fulda ». En conséquence, la ville de Fulda était au cœur d'un pôle logistique important de l'armée américaine : une grande garnison, la 11th Armored Cavalry Regiment (Blackhorse) était en poste au lieu-dit Downs Barracks. L'armée américaine ayant quitté ses quartiers en 1994, plusieurs administrations et sièges de sociétés ont réinvesti l'emprise de l'ancienne caserne. Le petit aérodrome de la caserne a, lui, cédé la place à un centre commercial.
Fulda a été choisie pour commémorer le 30e festival régional de Hesse en 1990, et en 1994, la ville, qui fêtait ses 1 250 ans d'existence, a accueilli le salon régional du jardinage.

## Monuments
- Abbaye de Fulda
- Abbaye Sainte-Marie, XVIIe siècle
- Cathédrale Saint-Sauveur de Fulda
- Église Saint-Michel de Fulda IXe siècle
- Prieuré de Johannesberg
- Abbaye de Neuenberg

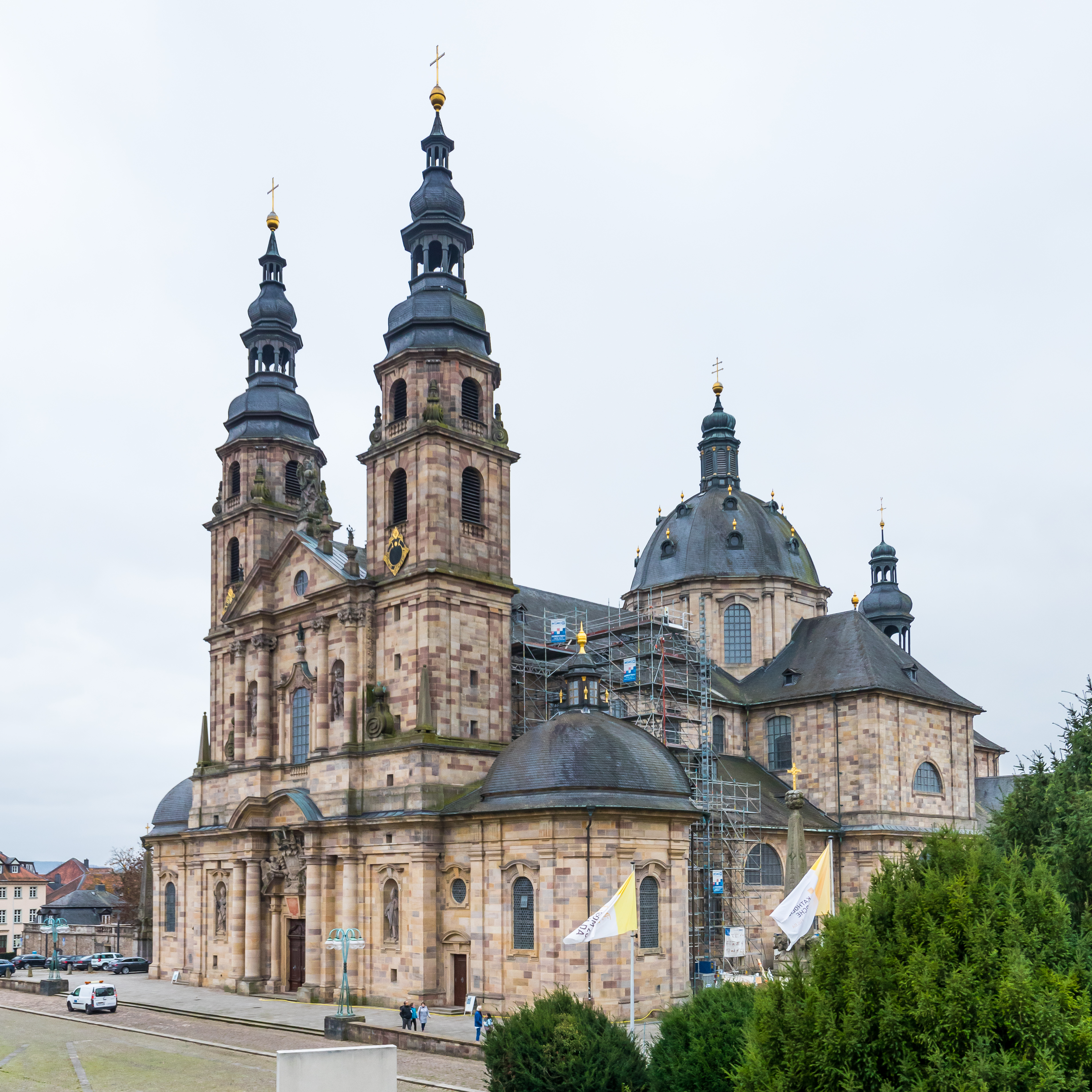
La cathédrale de Fulda, reconstruite par Johann Dientzenhofer au début du XVIIIe siècle.
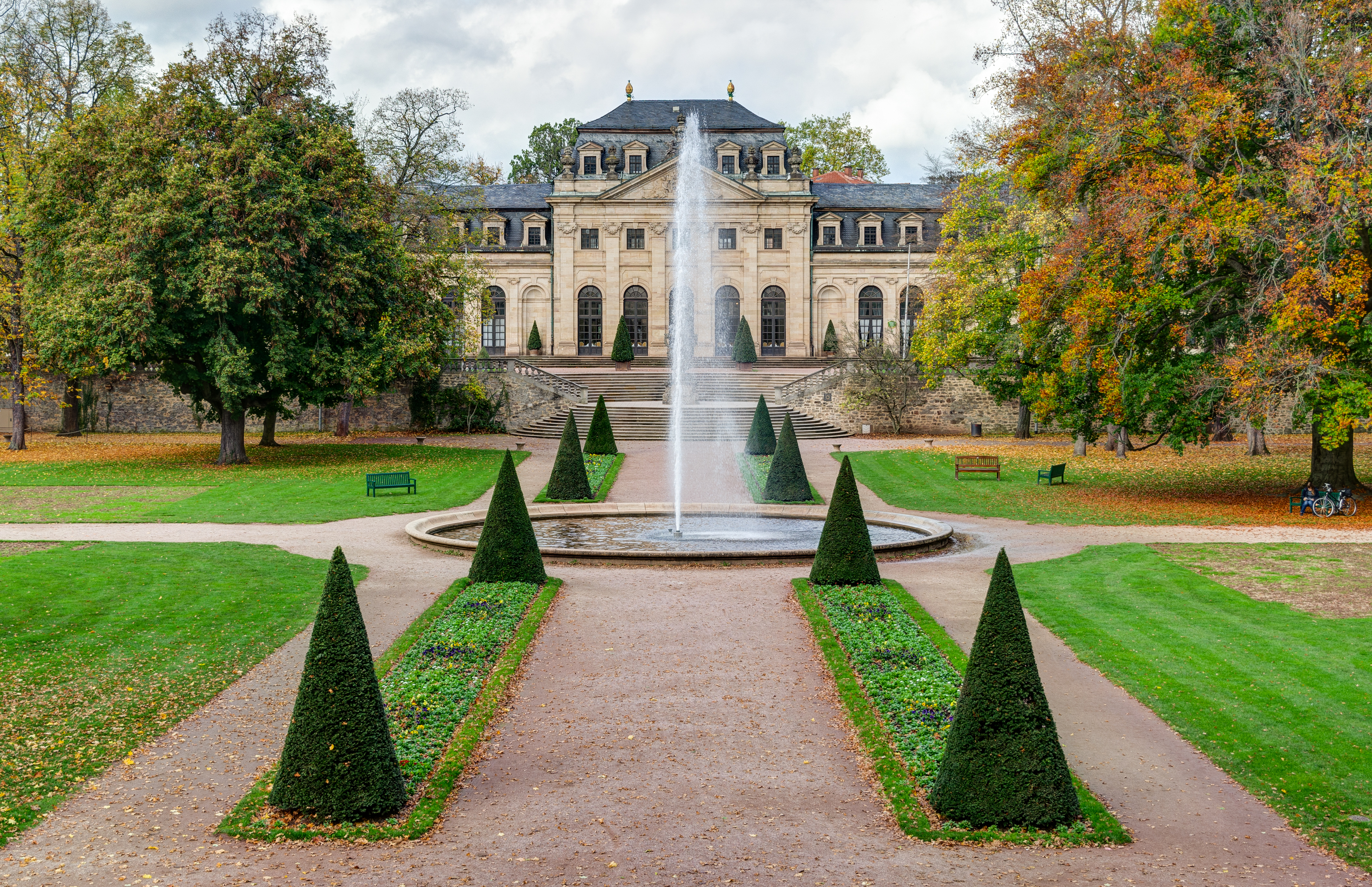
La grande fontaine de l'orangerie du Fuldaer Stadtschloss (de) à Fulda.
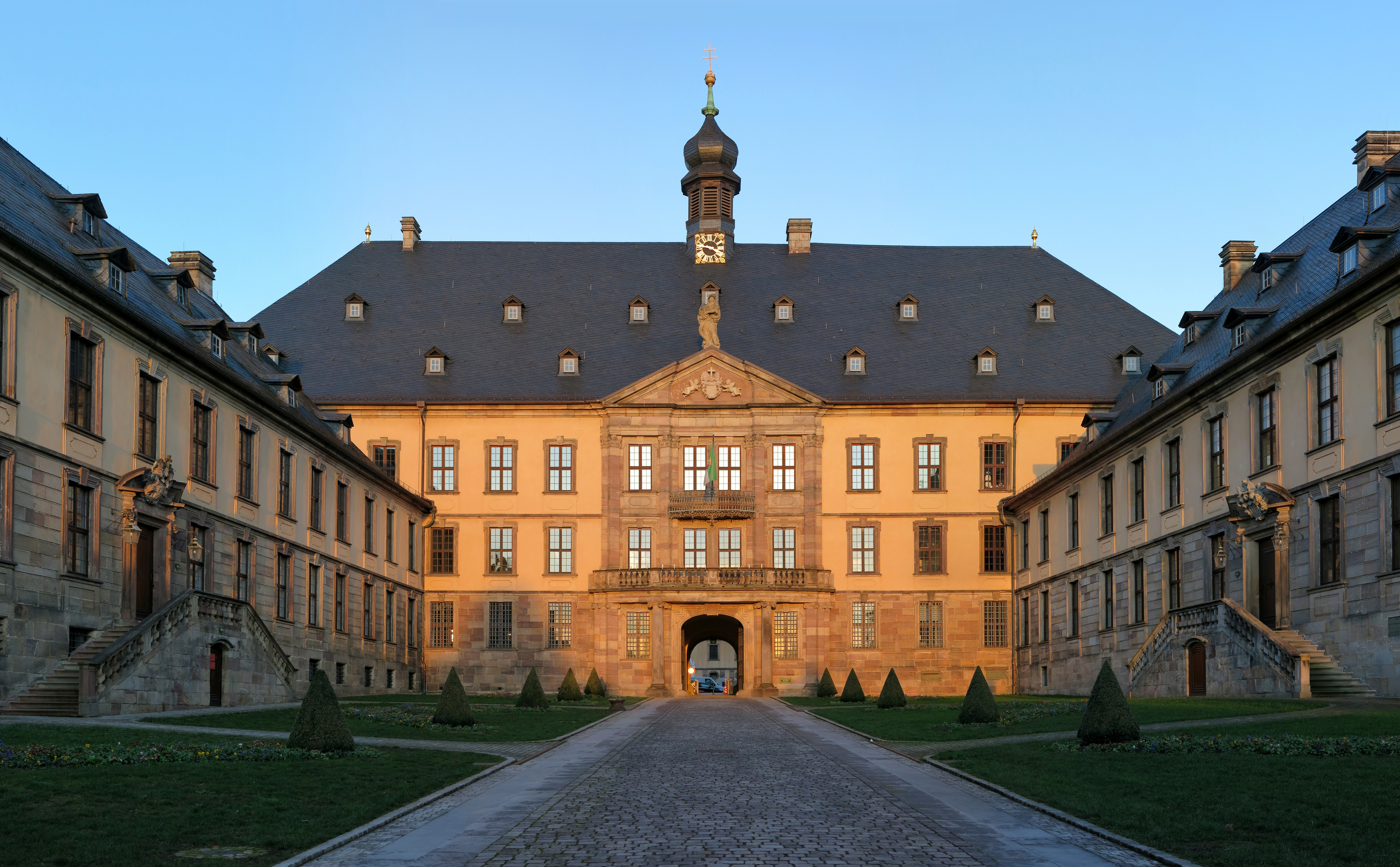
Encore le Stadtschloss de Fulda. Décembre 2019.

## Jumelages
Fulda est jumelée avec :
- Côme (Italie) depuis 1960 ;
- Arles (France) depuis 1964 ;
- Serguiev Possad (Russie) depuis 1991 ;
- Wilmington (États-Unis) depuis 1997 ;
- Litoměřice (Tchéquie) depuis 2001.

## Personnalités liées
- Georg Joseph Braun (1789-1875), bottier de l'aristocratie parisienne, né et mort à Fulda[6].
- Maximilian von Hoen (1867-1940), historien militaire autrichien, y est né.
- Winfried Jestaedt (1931-2011), journaliste allemand, y est né.
- Tobias Sammet né en 1977, chanteur de heavy metal dans les groupes Edguy et Avantasia.
- Jamal Musiala : footballeur international allemand. Il joue actuellement pour le Bayern Munich